# 亚美大陆
亚美大陆（Asiamerica）是一块由劳亚大陆形成的大陆，而浅海将之分为位于西方的歐亞大陸与位于东方的北美洲。存在于白垩纪晚期到始新世，并在第四紀更新世再次出现。5千万年内，这块大陆将会第三次出现。这块大陆范围包含现今的中华人民共和国、蒙古国、美国、加拿大。出土的化石表明这块大陆上曾经生活着许多恐龙和古老的哺乳动物。

## 查看
- 超大陸